# Ancien couvent des Carmes (Apt)
L'ancien couvent des Carmes est un édifice religieux, situé sur la commue d'Apt, dans le département de Vaucluse, en France.

## Histoire
La congrégation des Carmes s'installe près d'Apt, vers 1290. En 1296, Raimond Bot, évêque d'Apt, leur accorde le droit d'établir une église et un cimetière, en dehors des murs de la ville. Aucune archive de cette époque n'a pu être conservée, ce qui ne permet pas de connaître avec certitude l'histoire de cette première communauté. À la suite de la destruction de ce premier lieu de culte, la congrégation s'implante en ville, place Saint-Martin, où une chapelle leur est affectée en 1362. Grâce à une donation de Louis d'Anduze, la chapelle est transformée en église, avec chapelles latérales, en 1413. Elle devient le siège de plusieurs confréries de métiers. Le couvent accueille ensuite, à plusieurs reprises, le chapitre provincial. Alors que la congrégation comptait encore quatre moines en 1680, il n'en restait plus qu'un au début de la Révolution française. Il ferme définitivement en 1791. 
Le couvent est inscrit au titre des monuments historiques, depuis le 7 septembre 2011.

## Architecture
De nos jours, il ne reste que des vestiges des bâtiments conventuels : le chœur et quelques travées de l'église et une seule galerie du cloître.